# Olympische Sommerspiele 2024/Leichtathletik – 400 m (Männer)
Der 400-Meter-Lauf der Männer bei den Olympischen Spielen 2024 in Paris fand vom 4. August 2024 bis zum 7. August 2024 im Stade de France statt.

## Aktuelle Titelträger
| Olympiasieger                        | Steven Gardiner ( Bahamas)      | 43,85 s | Tokio 2020     |
| Weltmeister                          | Antonio Watson ( Jamaika)       | 44,22 s | Budapest 2023  |
| Europameister                        | Alexander Doom ( Belgien)       | 44,15 s | Rom 2024       |
| Nord-/Zentralamerika-/Karibikmeister | Christopher Taylor ( Jamaika)   | 44,63 s | Freeport 2022  |
| Südamerikameister                    | Anthony Zambrano ( Kolumbien)   | 45,52 s | São Paulo 2023 |
| Asienmeister                         | Kentarō Satō ( Japan)           | 45,00 s | Bangkok 2023   |
| Afrikameister                        | Cheikh Tidiane Diouf ( Senegal) | 45,23 s | Douala 2024    |
| Ozeanienmeister                      | Luke Van Ratingen ( Australien) | 45,84 s | Suva 2024      |

## Rekorde

### Bestehende Rekorde
| Weltrekord         | Wayde van Niekerk ( Südafrika) | 43,03 s | Finale Rio de Janeiro, Brasilien | 14. August 2016 |
| Olympischer Rekord | Wayde van Niekerk ( Südafrika) | 43,03 s | Finale Rio de Janeiro, Brasilien | 14. August 2016 |

### Rekordverbesserungen
Es wurden während des Wettkampfes ein neuer Kontinentalrekord sowie vier neue Nationalrekorde aufgestellt.
- Kontinentalrekord:
  - 43,44 s (Europarekord) – Matthew Hudson-Smith (Großbritannien), Finale am 7. August 2024
- Nationalrekorde:
  - 44,94 s – Cheikh Tidiane Diouf (Senegal), Halbfinallauf 1 am 6. August 2024
  - 43,81 s – Muzala Samukonga (Sambia), Halbfinallauf 2 am 6. August 2024
  - 43,74 s – Muzala Samukonga (Sambia), Finale am 7. August 2024
  - 43,78 s – Jereem Richards (Trinidad und Tobago), Finale am 7. August 2024

## Vorläufe
4. August 2024, 19:05 Uhr
Für das Halbfinale qualifizierten sich die ersten drei Athleten aller sechs Vorläufe. Alle restlichen Athleten mit gültigen Leistungen (nicht DSQ, DNF oder DNS) qualifizierten sich für die Hoffnungsrunde.

### Vorlauf 1
| Rang | Athlet                    | Nation             | Zeit (s) | Anmerkung |
| ---- | ------------------------- | ------------------ | -------- | --------- |
| 1    | Matthew Hudson-Smith      | Großbritannien     | 44,78    | Q         |
| 2    | Christopher Bailey        | Vereinigte Staaten | 44,89    | Q         |
| 3    | Håvard Bentdal Ingvaldsen | Norwegen           | 45,46    | Q         |
| 4    | Chidi Okezie              | Nigeria            | 45,52    | Re        |
| 5    | Kentarō Satō              | Japan              | 45,60    | Re        |
| 6    | Oleksandr Pohorilko       | Ukraine            | 45,71    | Re        |
| 7    | Deandre Watkin            | Jamaika            | 45,97    | Re        |

### Vorlauf 2
| Rang | Athlet                     | Nation              | Zeit (s) | Anmerkung |
| ---- | -------------------------- | ------------------- | -------- | --------- |
| 1    | Michael Norman             | Vereinigte Staaten  | 44,10    | Q, SB     |
| 2    | Jereem Richards            | Trinidad und Tobago | 44,31    | Q         |
| 3    | Collen Kebinatshipi        | Botswana            | 44,45    | Q, PB     |
| 4    | Ammar Ismail Yahia Ibrahim | Katar               | 44,66    | Re, PB    |
| 5    | Sean Bailey                | Jamaika             | 44,68    | Re        |
| 6    | Attila Molnár              | Ungarn              | 45,24    | Re        |
| 7    | Anthony Zambrano           | Kolumbien           | 45,49    | Re        |
| 8    | Michael Joseph             | St. Lucia           | 45,69    | Re        |

### Vorlauf 3
| Rang | Athlet               | Nation      | Zeit (s) | Anmerkung |
| ---- | -------------------- | ----------- | -------- | --------- |
| 1    | Muzala Samukonga     | Sambia      | 44,56    | Q         |
| 2    | Bayapo Ndori         | Botswana    | 44,87    | Q         |
| 3    | Luca Sito            | Italien     | 44,99    | Q         |
| 4    | Jean Paul Bredau     | Deutschland | 45,07    | Re        |
| 5    | Dylan Borlée         | Belgien     | 45,36    | Re        |
| 6    | Yuki Joseph Nakajima | Japan       | 45,37    | Re        |
| 7    | Lythe Pillay         | Südafrika   | 45,60    | Re        |
| 8    | Matěj Krsek          | Tschechien  | 45,71    | Re        |

### Vorlauf 4
| Rang | Athlet           | Nation                  | Zeit (s) | Anmerkung |
| ---- | ---------------- | ----------------------- | -------- | --------- |
| 1    | Quincy Hall      | Vereinigte Staaten      | 44,28    | Q         |
| 2    | Samuel Ogazi     | Nigeria                 | 44,50    | Q, PB     |
| 3    | Reece Holder     | Australien              | 44,53    | Q, PB     |
| 4    | Jonathan Sacoor  | Belgien                 | 45,08    | Re        |
| 5    | Alexander Ogando | Dominikanische Republik | 45,11    | Re, SB    |
| 6    | Elián Larregina  | Argentinien             | 47,80    | Re        |
|      | Steven Gardiner  | Bahamas                 | DNS      |           |

### Vorlauf 5
| Rang | Athlet                       | Nation    | Zeit (s) | Anmerkung |
| ---- | ---------------------------- | --------- | -------- | --------- |
| 1    | Kirani James                 | Grenada   | 44,78    | Q         |
| 2    | Christopher Morales Williams | Kanada    | 44,96    | Q         |
| 3    | Aruna Dharshana              | Sri Lanka | 44,99    | Q, PB     |
| 4    | Zakithi Nene                 | Südafrika | 45,01    | Re        |
| 5    | Leungo Scotch                | Botswana  | 45,28    | Re        |
| 6    | Lionel Spitz                 | Schweiz   | 45,81    | Re        |
| 7    | Lucas Carvalho               | Brasilien | 45,85    | Re        |
| 8    | Davide Re                    | Italien   | 46,74    | Re        |

### Vorlauf 6
| Rang | Athlet               | Nation         | Zeit (s) | Anmerkung |
| ---- | -------------------- | -------------- | -------- | --------- |
| 1    | Charles Dobson       | Großbritannien | 44,96    | Q         |
| 2    | Alexander Doom       | Belgien        | 45,01    | Q         |
| 3    | Jevaughn Powell      | Jamaika        | 45,12    | Q         |
| 4    | João Coelho          | Portugal       | 45,35    | Re, SB    |
| 5    | Cheikh Tidiane Diouf | Senegal        | 45,59    | Re        |
| 6    | Fuga Satō            | Japan          | 46,13    | Re        |
| 7    | Gilles Biron         | Frankreich     | 46,19    | Re        |
|      | Zablon Ekhal Ekwam   | Kenia          | DNF      |           |

## Hoffnungsrunde
5. August 2024, 11:20 Uhr
Für das Halbfinale qualifizierten sich die erstplatzierten Athleten aller vier Hoffnungsläufe sowie die Athleten mit den zwei schnellsten restlichen Zeiten.

### Hoffnungslauf 1
| Rang | Athlet          | Nation      | Zeit (s) | Anmerkung |
| ---- | --------------- | ----------- | -------- | --------- |
| 1    | Elián Larregina | Argentinien | 45,36    | Q         |
| 2    | Gilles Biron    | Frankreich  | 45,87    |           |
| 3    | Lucas Carvalho  | Brasilien   | 46,25    |           |
|      | Davide Re       | Italien     | DNS      |           |
|      | Jonathan Sacoor | Belgien     | DNS      |           |
|      | Fuga Satō       | Japan       | DNS      |           |
|      | Deandre Watkin  | Jamaika     | DNS      |           |

### Hoffnungslauf 2
| Rang | Athlet               | Nation                  | Zeit (s) | Anmerkung |
| ---- | -------------------- | ----------------------- | -------- | --------- |
| 1    | Lythe Pillay         | Südafrika               | 45,40    | Q         |
| 2    | Matěj Krsek          | Tschechien              | 45,53    | PB        |
| 3    | Oleksandr Pohorilko  | Ukraine                 | 45,59    |           |
| 4    | Michael Joseph       | St. Lucia               | 45,64    |           |
| 5    | Chidi Okezie         | Nigeria                 | 45,92    |           |
|      | Yuki Joseph Nakajima | Japan                   | DNS      |           |
|      | Alexander Ogando     | Dominikanische Republik | DNS      |           |

### Hoffnungslauf 3
| Rang | Athlet           | Nation    | Zeit (s) | Anmerkung |
| ---- | ---------------- | --------- | -------- | --------- |
| 1    | Zakithi Nene     | Südafrika | 44,81    | Q         |
| 2    | Leungo Scotch    | Botswana  | 45,33    | q         |
| 3    | Attila Molnár    | Ungarn    | 45,45    |           |
| 4    | Lionel Spitz     | Schweiz   | 45,51    |           |
|      | Kentarō Satō     | Japan     | DNS      |           |
|      | Anthony Zambrano | Kolumbien | DNS      |           |

### Hoffnungslauf 4
| Rang | Athlet                     | Nation      | Zeit (s) | Anmerkung |
| ---- | -------------------------- | ----------- | -------- | --------- |
| 1    | Ammar Ismail Yahia Ibrahim | Katar       | 44,77    | Q         |
| 2    | Cheikh Tidiane Diouf       | Senegal     | 45,03    | q, =PB    |
| 3    | Jean Paul Bredau           | Deutschland | 45,40    |           |
| 4    | Dylan Borlée               | Belgien     | 45,51    |           |
| 5    | João Coelho                | Portugal    | 45,64    |           |
|      | Sean Bailey                | Jamaika     | DNF      |           |

## Halbfinale
6. August 2024, 19:35 Uhr
Für das Finale qualifizierten sich die ersten zwei Athleten der drei Läufe sowie die Athleten mit den zwei schnellsten restlichen Zeiten.

### Lauf 1
| Rang | Athlet                     | Nation              | Zeit (s) | Anmerkung |
| ---- | -------------------------- | ------------------- | -------- | --------- |
| 1    | Quincy Hall                | Vereinigte Staaten  | 43,95    | Q         |
| 2    | Jereem Richards            | Trinidad und Tobago | 44,33    | Q         |
| 3    | Collen Kebinatshipi        | Botswana            | 44,43    | PB        |
| 4    | Charles Dobson             | Großbritannien      | 44,48    |           |
| 5    | Ammar Ismail Yahia Ibrahim | Katar               | 44,64    | PB        |
| 6    | Cheikh Tidiane Diouf       | Senegal             | 44,94    | NR        |
| 7    | Håvard Bentdal Ingvaldsen  | Norwegen            | 45,60    |           |
| 8    | Alexander Doom             | Belgien             | 115,10   |           |

### Lauf 2
| Rang | Athlet             | Nation             | Zeit (s) | Anmerkung |
| ---- | ------------------ | ------------------ | -------- | --------- |
| 1    | Kirani James       | Grenada            | 43,78    | Q, SB     |
| 2    | Muzala Samukonga   | Sambia             | 43,81    | Q, NR     |
| 3    | Christopher Bailey | Vereinigte Staaten | 44,31    | q, PB     |
| 4    | Bayapo Ndori       | Botswana           | 44,43    |           |
| 5    | Luca Sito          | Italien            | 45,01    |           |
| 6    | Elián Larregina    | Argentinien        | 45,02    |           |
| 7    | Lythe Pillay       | Südafrika          | 45,24    |           |
|      | Aruna Dharshana    | Sri Lanka          | DSQ      | TR17.2.3  |

### Lauf 3
| Rang | Athlet                       | Nation             | Zeit (s) | Anmerkung |
| ---- | ---------------------------- | ------------------ | -------- | --------- |
| 1    | Matthew Hudson-Smith         | Großbritannien     | 44,07    | Q         |
| 2    | Michael Norman               | Vereinigte Staaten | 44,26    | Q         |
| 3    | Samuel Ogazi                 | Nigeria            | 44,41    | q, PB     |
| 4    | Jevaughn Powell              | Jamaika            | 44,91    |           |
| 5    | Reece Holder                 | Australien         | 44,94    |           |
| 6    | Zakithi Nene                 | Südafrika          | 45,06    |           |
| 7    | Leungo Scotch                | Botswana           | 45,16    |           |
| 8    | Christopher Morales Williams | Kanada             | 45,25    |           |

## Finale
7. August 2024, 21:20 Uhr
| Rang | Athlet               | Nation              | Zeit (s) | Anmerkung |
| ---- | -------------------- | ------------------- | -------- | --------- |
| 1    | Quincy Hall          | Vereinigte Staaten  | 43,40    | PB        |
| 2    | Matthew Hudson-Smith | Großbritannien      | 43,44    | ER        |
| 3    | Muzala Samukonga     | Sambia              | 43,74    | NR        |
| 4    | Jereem Richards      | Trinidad und Tobago | 43,78    | NR        |
| 5    | Kirani James         | Grenada             | 43,87    |           |
| 6    | Christopher Bailey   | Vereinigte Staaten  | 44,58    |           |
| 7    | Samuel Ogazi         | Nigeria             | 44,73    |           |
| 8    | Michael Norman       | Vereinigte Staaten  | 45,62    |           |